# Psychotria patrisii
Psychotria patrisii är en måreväxtart som beskrevs av Dc.. Psychotria patrisii ingår i släktet Psychotria och familjen måreväxter. Inga underarter finns listade i Catalogue of Life.